# Cassine parvifolia
Cassine parvifolia là một loài thực vật có hoa trong họ Dây gối. Loài này được Sond. mô tả khoa học đầu tiên năm 1860.